# Geschiedenis van de raket
De geschiedenis en ontwikkeling van raketten gaat terug tot ver vóór de Tweede Wereldoorlog.
We kunnen twee soorten onderscheiden, namelijk de vastebrandstofraket en de raket die zijn stuwkracht aan vloeistof ontleent.

## Vastebrandstofraket
De vastebrandstofraket is het oudst en is uitgevonden in China, waar ook het buskruit vandaan komt. Het is bekend dat in het jaar 907 al raketten officieel als strijdmiddel door de Chinezen zijn gebruikt onder de naam vuurpijl. Omstreeks 1500 ging de eerste raketbestuurder, de Chinees Wan-Hu, de lucht in. Aan zijn op een draak gelijkende machine had hij 47 raketten bevestigd die tegelijkertijd werden ontstoken. Kort na de start kwamen de machine en de piloot in brokstukken naar beneden. Al in 1546 vloog een door de uitvinder Haas in Hermannstadt in Siebenbürgen van papier en lindenhout opgebouwde drietrapsraket op een hoogte van 600 meter en over een afstand van negen kilometer.
De stuwkracht van een vastebrandstofraket wordt geregeld door de vorm van de ziel (het binnenste). Door deze hol te maken zal de raket een enorme stuwkracht in het begin hebben en snel opgebrand zijn. De holte kan cilindrisch tot ster- en kegelvormig zijn. Hoe groter het verbrandingsoppervlak is des te meer stuwkracht er in het begin wordt afgegeven.
Vaste brandstof is een vorm van buskruit, waarin salpeter als zuurstofdrager een belangrijke rol speelt. De salpeter wordt door de Arabieren "Chinese sneeuw" genoemd. Het losse kruit wordt samengeperst om zo veel mogelijk mee te nemen en een vorm aan de eventuele ziel te geven. Het mag duidelijk zijn dat het samenstampen een gevaarlijk karwei was.
De Engelsen maakten bij een belegering in het Verre Oosten kennis met raketten en ze gebruikten ze daarna ook in de strijd op zee, waarbij ze vuurpijlen in een lage baan over het zee-oppervlak lieten scheren om zodoende vijandelijke schepen te verwoesten.

## Vastebrandstofraketten in tegenwoordig gebruik
Vastebrandstofraketten worden ook heden ten dage gebruikt als starthulpraketten om zwaar beladen Hercules-vliegtuigen de lucht in te helpen. Er zijn talloze hobbyclubs, ook in Nederland, die zich bezighouden met het in elkaar zetten en lanceren van raketten. Raketten met een koperdraad eraan worden voor het uitlokken van bliksems gebruikt. In de Tweede Wereldoorlog werd het zweefvliegtuig Messerschmitt Me 321 Gigant met behulp van de Troika-Schlepp (drie vliegtuigen aan kabels) en startraketten de lucht in geholpen.

## Raketten op vloeibare brandstof
Hoewel Goddard in Amerika in de jaren 20 verwoede pogingen deed om zijn raketten enkele honderden meters de lucht in te krijgen, ontbrak het hem aan inspiratie en financiële middelen om tot verdere resultaten te komen.
Tegelijkertijd kwamen er in Duitsland groepen mensen die zich bezighielden met het knutselen aan raketten en op een gegeven moment ontstond in militaire kring belangstelling voor het fenomeen. Niet in de laatste plaats omdat het volgens het Verdrag van Versailles na de Eerste Wereldoorlog aan de Duitsers was verboden om kanonnen groter dan X of schepen groter dan Y te ontwikkelen.
De eerste hype was de zogenaamde postraket. Men ziet op foto's mensen rondsjouwen met een futuristisch projectiel waarvan het de bedoeling was om poststukken via de lucht te versturen. In de praktijk kwam het erop neer dat het ding enkele honderden meters verder uitgebrand ter aarde stortte, maar dat vonden ze niet erg. In deze tijd werd van alles de lucht in geschoten, totdat de militair Ir. Dr. Dornberger zich ermee ging bemoeien. Spoedig merkte hij het talent van Wernher von Braun op, die zich niet alleen bezighield met het lanceren van de raketten, maar ook de resultaten noteerde en probeerde de problemen wetenschappelijk te benaderen.

## Problemen
Al spoedig werd Von Braun duidelijk dat raketten op vaste brandstof hun beperkingen hadden. Om ze niet te laten exploderen is een dikke wand noodzakelijk maar daardoor wordt het startgewicht erg hoog. Als vloeibare brandstof is alcohol goed geschikt, en zuurstof is geschikt om de reactie op gang te brengen, maar omdat de raket dan maar langzaam op gang komt is hij instabiel in de startfase. Om dit probleem op te lossen werd een gyroscoop toegepast.
Er waren ook problemen met de verbrandingskamer. want het mengsel van zuurstof en alcohol leidt tot de temperatuur van een lasvlam en daarin verbrandt alles, dus dat was geen goed plan, omdat de verbrandingskamers werden gemaakt uit dure materialen zoals een magnesiumlegering met aluminium, zink, koper, mangaan en silicium. Deze verbrandingskamer was in de alcoholtank geplaatst om enerzijds de kamer te koelen en anderzijds de alcohol op te warmen voor betere prestaties en dat leidde tot explosieve situaties, wat niet de bedoeling was.
Dit probleem werd opgelost toen ingenieur Riedel op het idee kwam een dubbelwandige verbrandingskamer uit plaatstaal te maken. Door de dubbele wand werd alcohol omhoog gevoerd. Zo werd de verbrandingskamer gekoeld terwijl de alcohol werd opgewarmd. Door middel van minuscule gaatjes werd een klein deel van de alcohol rechtstreeks in de verbrandingskamer gevoerd om een koele film te vormen die de verbrandingsvlam een fractie van een millimeter van de plaatstalen wand afhield.
Om de vloeistoffen in voldoende mate naar de verbrandingskamer te pompen werd een pomp gebruikt die werd aangedreven door de stoom van een explosieve verbranding van kaliumpermanganaat en waterstofperoxide. Aan de ene kant werd de alcohol verpompt, aan de andere kant werd vloeibare zuurstof met een temperatuur van min 185 graden toegevoegd. Het turbowiel van de pomp bereikte een temperatuur van meer dan 500 graden. De pomp levert 125 kilogram per seconde en de afvalwarmte werd gebruikt om de vloeibare zuurstof gasvormig te maken. Dit systeem werd uitgevonden in 1936.
Ondertussen was de testomgeving verplaatst van Berlijn naar het ultrageheime Peenemünde, een plaatsje in de uiterste noordoosten van Duitsland, tegen Polen aan. De geallieerden hebben lange tijd niet doorgehad dat er daar iets afspeelde. Er was bijvoorbeeld een kolencentrale met een capaciteit om een stad als Berlijn van stroom te voorzien. In de schoorstenen werden in 1936 elektrostatische filters aangebracht zodat er geen rook meer uitkwam.
Het aantal wetenschappers was inmiddels gestegen tot 18.000. Er werden luxe woonwijken aangelegd om deze mensen te kunnen herbergen en daarom was er ook een Brandenburger Tor-achtig gebouw neergezet. Spoedig echter droogde de geldbron op, omdat Hitler niet meer wilde investeren in de ontwikkeling van de plannen, die langer dan twee jaar zouden duren.
Het oorspronkelijke ontwerp van de A4, of populair gezegd, de V-2, groeide in de jaren 1936 tot 1944 na meer dan zestigduizend wijzigingen uit tot een formidabel wapen. Tegen de zin van Wernher von Braun, die zelfs daardoor in hechtenis werd genomen, werd de raket uitgerust met een oorlogskop van bijna 1000 kilo springstof. Na afloop van de Tweede Wereldoorlog werden veel Duitse raketspecialisten overgebracht naar de Verenigde Staten, waar het programma werd voortgezet.